# Dekeyseria pulchra
Dekeyseria pulchra is een straalvinnige vissensoort uit de familie van de harnasmeervallen (Loricariidae). De wetenschappelijke naam van de soort werd voor het eerst geldig gepubliceerd in 1915 door Franz Steindachner.